# 俵孝太郎
俵 孝太郎（たわら こうたろう、1930年〈昭和5年〉11月12日 - 2025年〈令和7年〉1月1日）は、日本のジャーナリスト、ニュースキャスター、政治評論家。

## 略歴
1949年3月 東京高等師範学校附属中学校・高等学校（現・筑波大学附属中学校・高等学校）卒業。1953年3月 東京大学文学部倫理学科卒業。学科の同期に、ヘーゲル研究者で東北大学教授の上妻精、思想の科学研究会会長代行で名古屋学院大学教授の後藤宏行、東京大学教授の谷嶋喬四郎、山口大学教授の山田洸がいる。1953年4月 産業経済新聞社に入社し（同期に山根卓二）、大阪本社社会部記者（警察、港、労働運動を担当）。1959年8月 サンケイ新聞東京本社政治部記者（社会党→衆議院→総理官邸→厚生省、文部省→大蔵省→社会党→大蔵省→総理官邸→外務省→社会党→法務省を担当）。
1965年8月 サンケイ新聞論説委員・東京本社政治部記者。1969年2月 サンケイ新聞論説委員。1969年8月 産経新聞社を退社。
1969年10月 文化放送ニュースキャスター。1978年10月～1987年3月 フジテレビニュースキャスター。 
1984年12月～1987年8月 臨時教育審議会第1部会専門委員（審議会廃止により辞任）。 1987年11月 大蔵省財政制度審議会委員（4期8年在任）。1994年5月～2001年四月会（反創価学会系の宗教団体や評論家による、自社さ連立内閣と歩調を合わせた会合）代表幹事。1995年11月 大蔵省同審議会特別委員（6期6年在任）。 2001年1月～2010年 財務省財政制度等審議会財政制度分科会専門委員 。
2000年、写真週刊誌「FOCUS」に官房機密費を受領したと報道された。
2025年1月1日に肺癌のため死去。94歳没。訃報は同1月25日から27日にかけて広く報じられた。

## 人物

### 親族
- 祖父の俵孫一（濱口内閣の商工大臣）と小泉純一郎の祖父の小泉又次郎は、政治的にも個人的にも盟友以上の親しい仲であり、又次郎が祖父の家を訪ね、茶の間に直行、押し入れから、決まったところに置いてある又さん専用の浴衣に着替え、風呂に入ったり、座敷の真ん中で昼寝をしたり、客と会っている祖父には構わずに“奥さん、めし”と祖母に言って食事をしたり、自宅同然に過ごしていた。そんな又次郎と茶の間でしょっちゅう顔を合わせていた俵は、“家長として、どっしり構えていなければならない自宅よりも気の置けない友人宅のほうが、湯上りに縁側で肌脱ぎになってゆっくりくつろげるというような事があったかもしれない”と。小泉純一郎が9歳の時、祖父・又次郎は永眠したが、“「あなたより私のほうがよっぽど、お祖父さんの背中の“絵”を見ているかもしれないよ」と言ったら、彼は苦笑していた”とのこと。また小泉純一郎の長男・小泉孝太郎は、俵の名前から命名。CMでも共演もしている。

- 俵国一 - 冶金学者。大叔父（俵孫一の妻（三菱財閥の金庫番・三村君平の娘・マツ）の弟）。
- 俵萌子 - 元妻。産経新聞社で同僚だった。離婚後も萌子は俵の名字で活動。萌子との間に1男1女を儲けた。

### テレビ
- 『FNNニュースレポート6:00』の初代キャスターをつとめたが、硬派なそのイメージもあって視聴者受けがよくなく、1979年7月頃の時点で『6:00』は主婦層の視聴者が多いこの時間帯において平均視聴率が5%で、平均10%を記録していたこれの裏番組の『テレポートTBS6』（TBS）に苦戦していた（視聴率はいずれもビデオリサーチ調べ、関東地方）[6]。このため、山川千秋とトレードする形で『FNNニュースレポート23:00』へ異動した[6]。以降、冒頭の挨拶「こんばんは、俵孝太郎です」がビートたけしや志村けんなどに物真似されたり、同じフジサンケイの傍系ラジオ局・文化放送『セイ!ヤング水曜日（火曜深夜）→青春大通り火曜日・谷村新司（・ばんばひろふみ）』や『青春キャンパス』の「天才・秀才・バカ」のシリーズのネタにされるなど、名物キャスターとして8年間務めた。
- 『マジカル頭脳パワー!!』ではレギュラー解答者として、所ジョージに次ぐ2位の21回のトップ賞回数を誇った。

### 論調
- 石井英夫を産経抄担当にしようとした社会部長上がりの論説委員長の青木彰の人事に反発して1969年に産経新聞社を退社し独立。独立後は保守派の論客としてニュース番組のコメンテーターや討論番組の出演、地方での講演をこなし、日刊ゲンダイでコラムを連載。他にも辛口派の批評誌として知られる新潮45に、当時の朝日新聞を中心とした言論界を批判する随筆を幾度も寄せたこともあった。
- 日本を悪くした元凶として日本教職員組合、朝日新聞、創価学会、吉本興業の4つをあげている。また、反創価学会の四月会では代表幹事を務めた。
- クラシック音楽にも造詣が深く、それについての著書や連載（intoxicate[7]）もあった。
- 2011年以降は目立った近況や講演会の情報はなく実質引退状態とされていたが、亡くなる前年まで時評社が発行する月刊『時評[8]』内「一戦後人の発想[9]」と、北國新聞社が発行する『月刊北國アクタス』で連載を受け持っていた。
- 1985年8月の日航機墜落事故のとき、当日夕方のニュースにおいて、「乗客にVIPはおりません。」という人命軽視の発言をした[要出典]。

## 主な著書
- 『PHPの世界 松下幸之助の現代への提言』日本能率協会、1970年1月。
- 『頭を切りかえよう 308円時代を生きる知恵』ベストセラーズ<ベストセラー・シリーズ>、1972年。
- 『裸の日本共産党』日新報道、1972年。
- 『日本共産党首脳部 野坂、宮本、不破、上田"日本共産党重役100人"から党の素顔と構造を分析する』太陽<サン・ブックス>、1975年1月。
- 『企業の中の共産党』昌平社、1975年1月。
- 『新人類は日本を滅ぼす 目覚めよ!ニッポンの鬼軍曹』ネスコ、1986年3月。ISBN 978-4890360222。
- 『「田中裁判」もう一つの視点 ロッキード捜査と一審判決への疑問』時評社、1984年12月。ISBN 978-4915503184。
- 『わが家のいしずえ 明治の父権教育』サンケイ出版、1982年12月。NDLJP:12254343。
- 『責任国家の政治と国民』時評社、1988年1月。ISBN 978-4915503412。
- 『我、「朝日新聞」と戦えり 日本最後のタブーを斬る』光文社<カッパ・ホームス>、1988年10月。ISBN 978-4334051556。
- 『90年代政治の構造』時評社、1990年3月。ISBN 978-4915503559。
- 『No.2が日本の生き方だ!20世紀の選択』PHP研究所、1990年9月。ISBN 978-4569528809。
- 『政治家の風景』学習研究社、1994年4月。ISBN 978-4051056377。
- 『日本の政治家親と子の肖像』中央公論社、1997年4月。ISBN 978-4120026669。
- 『どこまで続くヌカルミぞ 老老介護奮戦記』文藝春秋<文春新書>、1999年9月。ISBN 978-4166600632。
- 『世界の中の日本最良の選択』青春出版社、2002年4月。ISBN 978-4413033381。
- 『敗戦・占領下の日本の歴史 戦争も戦後も知らない人たちへ』新紀元社、2003年12月。ISBN 978-4775302217。
- 『戦後首相論』グラフ社、2004年3月。ISBN 978-4766208078。

### クラシック音楽関連
- 『気軽にCDを楽しもう』コスモの本<Cosmo books>、1991年10月。ISBN 978-4906380220。
- 『新・気軽にCDを楽しもう』 コスモの本<Cosmo books>、1993年7月。ISBN 978-4906380466。
- 『CDちょっと凝り屋の楽しみ方』コスモの本<Cosmo books>、1993年6月。ISBN 978-4906380480。

### 共著
- 俵孝太郎、大野明男『人事とはなにか 政党人事に学ぶべきこと企業人事に求められること』日本経営出版会、1972年。
- 俵孝太郎、中川八洋『対論・政治改革の非常識、常識』学習研究社、1993年5月。ISBN 978-4051051686。
- 俵孝太郎、小野田寛郎、土居征夫、米盛幹夫『日本の未来を託す!』時評社<JIHYO BOOKS>、2012年8月。ISBN 978-4883391820。

## 出演

### 過去の出演番組

#### 文化放送
- ニュース・デスク（1969.10～1978.9）[注 3]

#### フジテレビ
報道番組
| 期間      | 期間      | 番組名                   | 役職       | 備考                     |
| --------- | --------- | ------------------------ | ---------- | ------------------------ |
| 1975.10.1 | 1976.3    | FNNニュース7:30          | キャスター |                          |
| 1978.10.2 | 1979.9.28 | FNNニュースレポート6:00  | キャスター |                          |
| 1979.10.1 | 1987.3.31 | FNNニュースレポート23:00 | キャスター | 山川千秋と入れ違いで就任 |

その他
- 夜のヒットスタジオDELUXE ニュースコーナー（1985.4～1985.9）
- FNN報道特別番組（上記3番組の担当期間にコメンテーター）
- タケちゃんの思わず笑ってしまいました（サブ司会 Part5(1985年3月12日放送)）

#### 日本テレビ
- マジカル頭脳パワー!! トップ頭脳賞 21回

マジカルミステリーツアー 2回
1. 1990年10月27日
2. 11月3日
3. 11月10日
4. 11月17日
5. 11月24日
6. 12月8日
7. 12月15日
8. 1991年1月26日
9. 1991年2月2日
10. 1991年2月9日 トップ頭脳賞 (初)
11. 1991年2月16日
12. 1991年2月23日 トップ頭脳賞 (2回目)
13. 1991年3月2日 トップ頭脳賞 (3回目)
14. 1991年3月9日
15. 1991年3月16日
16. 1991年3月23日 トップ頭脳賞 (4回目)
17. 1991年4月20日
18. 1991年4月27日
19. 1991年5月25日
20. 1991年6月29日 トップ頭脳賞 (5回目)
21. 1991年7月20日 トップ頭脳賞 (6回目)
22. 1991年8月3日
23. 1991年9月21日 トップ頭脳賞 (7回目)
24. 1991年10月26日
25. 1991年11月9日 トップ頭脳賞 (8回目)
26. 1991年11月16日
27. 1991年11月23日 トップ頭脳賞 (9回目)
28. 1991年11月30日
29. 1991年12月14日
30. 1991年12月21日
31. 1992年1月11日
32. 1992年1月18日
33. 1992年1月25日
34. 1992年2月1日
35. 1992年2月8日
36. 1992年2月15日 トップ頭脳賞 (10回目)
37. 1992年2月22日 トップ頭脳賞 (11回目)
38. 1992年2月29日 トップ頭脳賞 (12回目)
39. 1992年3月7日
40. 1992年3月14日
41. 1992年3月21日 トップ頭脳賞 (13回目)
42. 1992年4月18日
43. 1992年5月9日 トップ頭脳賞 (14回目)
44. 1992年5月23日
45. 1992年7月4日
46. 1992年7月18日
47. 1992年8月1日
48. 1992年9月5日
49. 1992年10月24日
50. 11月14日
51. 21日
52. 28日
53. 12月5日
54. 12月12日
55. 12月19日
56. 12月26日
57. 1993年1月9日
58. 1993年1月16日 トップ頭脳賞 (16回目)
59. 1993年1月23日
60. 1993年1月30日
61. 1993年2月6日
62. 1993年2月13日
63. 1993年2月20日
64. 1993年2月27日
65. 1993年3月6日
66. 1993年3月13日
67. 1993年3月20日 トップ頭脳賞 (17回目)
68. 1993年5月8日
69. 1993年5月15日
70. 1993年6月12日
71. 1993年6月26日 トップ頭脳賞 (18回目)
72. 1993年7月3日
73. 1993年7月10日
74. 1993年7月24日
75. 1993年8月7日
76. 1993年9月4日
77. 1993年10月23日
78. 1993年10月30日
79. 1993年11月13日
80. 1993年12月4日
81. 1993年12月11日
82. 1993年12月18日
83. 1993年12月25日
84. 1994年1月15日
85. 1994年1月22日
86. 1994年1月29日 トップ頭脳賞 (19回目)
87. 1994年10月20日
88. 1994年10月27日
89. 1994年11月10日 トップ頭脳賞 (20回目)
90. 1994年11月17日
91. 1994年11月24日
92. 1994年12月8日 トップ頭脳賞 (21回目)
93. 1995年2月2日

#### 毎日放送
- ダウンタウン・セブン（不定期出演）

#### NHK
- 平成世の中研究所（1993年4月6日 - 1994年3月8日）

### CM
- エプソン（現・セイコーエプソン）「テレビアン」 - 1984年（ナレーション）
- 産経新聞社「コミックサンケイ」 - 1991年
- 日本コカ・コーラ「タブクリア」 - 1993年
- ブルドックソース「東京のお好みソース」 - 1993年（ナレーション[10]）
- ホーネンコーポレーション（現・J-オイルミルズ）「豊年サラダ油 ECO-PAX」 - 1993年
- 日本国際通信（ITJ）「0041国際電話」 - 1996年
- 松下電器産業「ナショナルIHジャー炊飯器にっぽん炊き」 - 1990年代（村田兆治と共演）
- サントリー「ダイエット生」 - 2001年（小泉孝太郎と共演）

## その他
- 1972年1月17日、不審者が杉並区の自宅に押し入ろうとしたが防犯ベルが作動して退去。後に脅迫電話があった[11]。
- TBSのテレビドラマ「パパはニュースキャスター」の主人公で田村正和が演じるニュースキャスターの鏡竜太郎の名前は俵が由来であることを脚本家の伴一彦が明かしている[12]。